# WWE-pay-per-viewevenementen 1993
De WWE-pay-per-viewevenementen in 1993 bestond uit professioneel worstelevenementen, die door de WWE werden georganiseerd in het kalenderjaar 1993.
In 1993 introduceerde de organisator, toen de World Wrestling Federation (WWF) genaamd, met King of the Ring een nieuwe, jaarlijkse evenement.

## WWE-pay-per-viewevenementen in 1993
| Datum            | Evenement        | Locatie                    | Stad                    |
| ---------------- | ---------------- | -------------------------- | ----------------------- |
| 24 januari 1993  | Royal Rumble     | ARCO Arena                 | Sacramento (Californië) |
| 4 april 1993     | WrestleMania IX  | Caesars Palace             | Las Vegas (Nevada)      |
| 13 juni 1993     | King of the Ring | Nutter Center              | Dayton (Ohio)           |
| 30 augustus 1993 | SummerSlam       | The Palace of Auburn Hills | Auburn Hills            |
| 24 november 1993 | Survivor Series  | Boston Garden              | Boston                  |